# Леонарду Роша
Леонарду Роша (порт. Leonardo Rocha; нар. 23 травня 1997, Алмада) — португальський футболіст, нападник польського клубу «Ракув». Відомий за виступами у низці клубів, переважно бельгійських.

## Ігрова кар'єра
Народився 23 травня 1997 року в місті Алмада. Займався у великій кількості юнацьких команд футбольних клубів різних країн, зокрема «Амора», «Коледжо Гуадалупе», «Белененсеш», «Віторія» (Сетубал), «Боавішта», «Пескара», «Ітуано», «Барра», «Амора» та «Монако». 
У дорослому футболі дебютував 2016 року виступами за другу команду «Монако-2», а в першій команді клубу так і не зіграв. У 2017 році футболіст знаходився у складі італійської команди «Віченца», проте в її головній команді також не грав. Далі Роша грав у складі іспанських команд «Леганес Б» «Онтіньєнт», проте в їх складі також перебував недовго. Лише в 2018 році португальський футболіст став гравцем бельгійського клубу «Ломмел», у складі якого із 16 забитими м'ячами став кращим бомбардиром другого бельгійського дивізіону. У 2019 році Роша перейшов до іншого бельгійського клубу «Ейпен», проте в його основному складі не закріпився, і його віддали в оренду до іншого бельгійського клубу «РВДМ 47», після чого футболіст повернувся до клубу «Ейпен», проте й надалі гравцем основного складу не став. У 2022—2023 роках Роша грав у складі бельгійського клубу «Льєрсе Емпензонен», де зумів стати одним із кращих бомбардирів, відзначившись 12 забитими голами в 17 проведених матчах.
У 2023 році Леонарду Роша став гравцем польського клубу «Радом'як». У складі польської команди швидко став одним із гравців основного складу та кращих бомбардирів. Відіграв за команду з Радома 56 матчів в національному чемпіонаті, у яких відзначився 21 забитим м'ячем.
10 січня 2025 року оформили трансфер гравця до іншого польського клубу «Ракув».

## Нагороди та досягнення
Індивідуальні
- Другий дивізіон Бельгії найкращий бомбардир: 2018–19 (16 голів)
- Екстракляса гравець місяця: липень 2024[4]